# ليندا هايدن
ليندا هايدن (بالإنجليزية: Linda Hayden) هي ممثلة بريطانية، ولدت في 19 يناير 1953 في المملكة المتحدة.

## أعمال

### أفلام
- (1978) الأولاد من البرازيل

## وصلات خارجية
- ليندا هايدن على موقع IMDb (الإنجليزية)
- ليندا هايدن على موقع ميوزك برينز (الإنجليزية)
- ليندا هايدن على موقع أول موفي (الإنجليزية)
- ليندا هايدن على موقع قاعدة بيانات الفيلم (الإنجليزية)